# Фрехеналь-де-ла-Сьєрра
Фрехеналь-де-ла-Сьєрра (ісп. Fregenal de la Sierra) — муніципалітет в Іспанії, у складі автономної спільноти Естремадура, у провінції Бадахос. Населення — 5203 особи (2010).
Муніципалітет розташований на відстані близько 360 км на південний захід від Мадрида, 85 км на південь від Бадахоса.

## Демографія
Динаміка населення (INE ):

## Галерея зображень

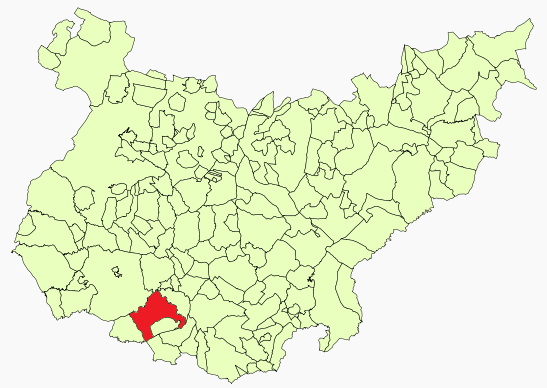
Розташування муніципалітету Фрехеналь-де-ла-Сьєрра у провінції Бадахос
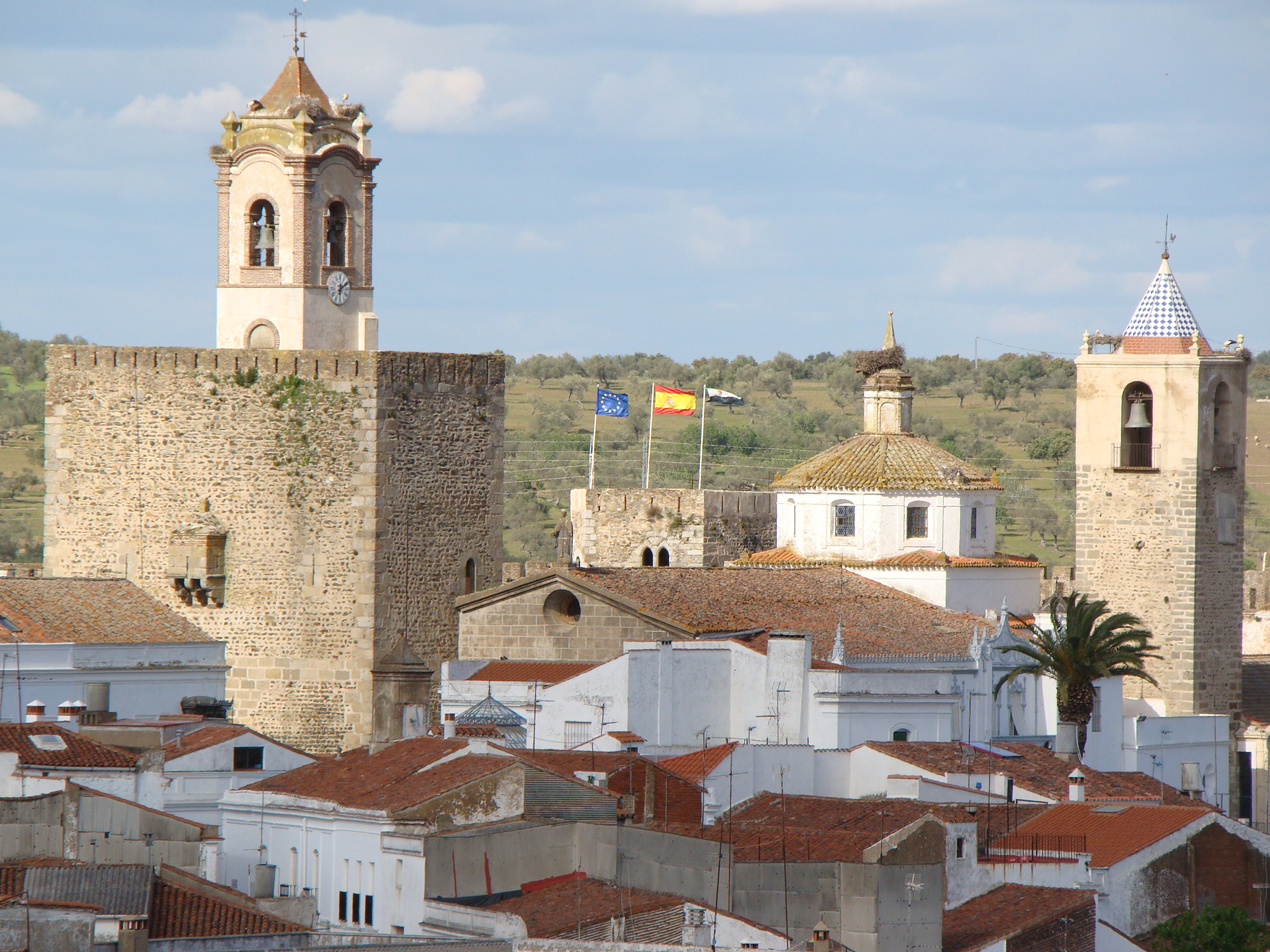
Фрехеналь-де-ла-Сьєрра, замок і церква Санта-Марія-де-ла-Пласа
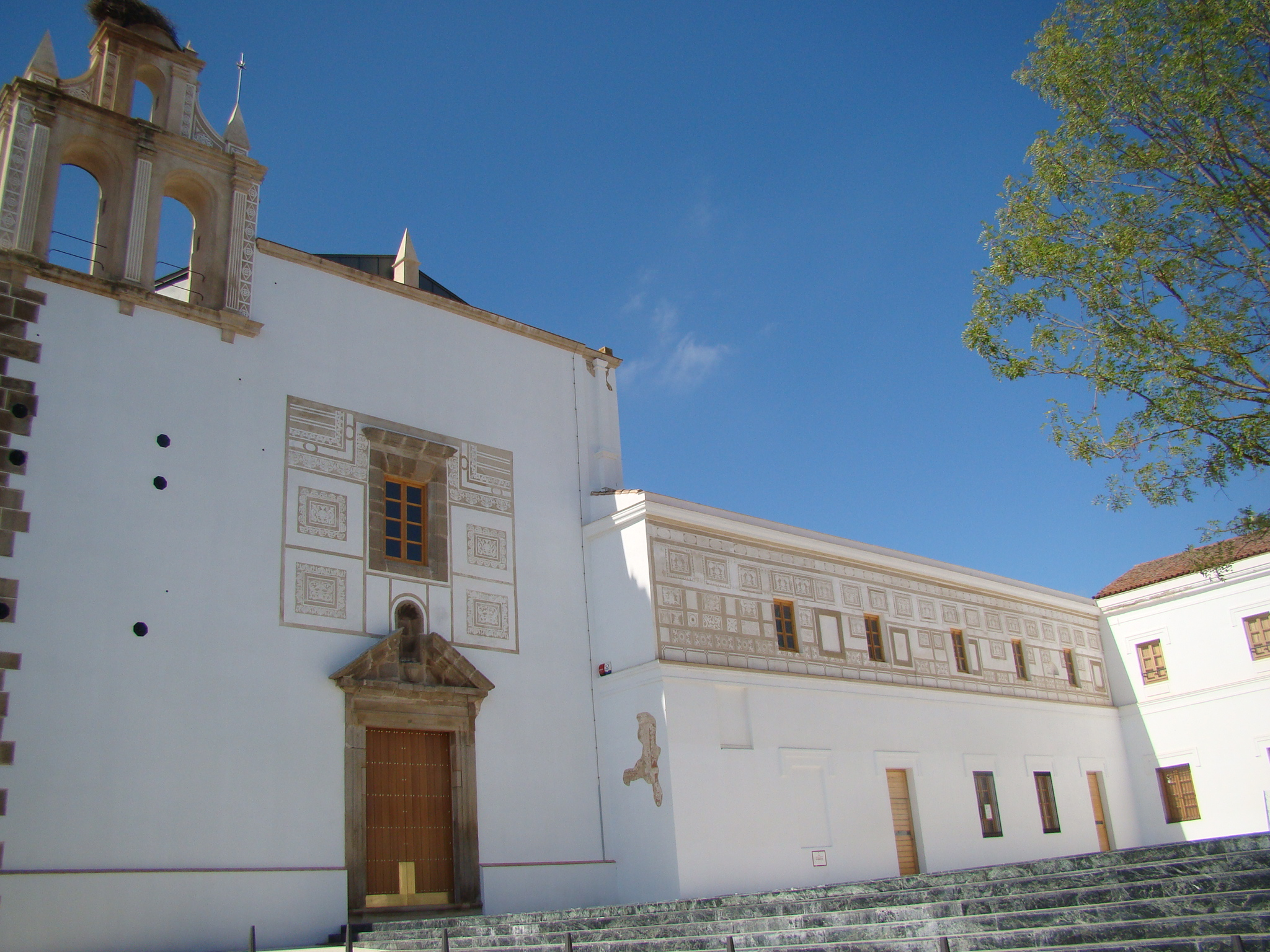
Монастир Сан-Франсіско
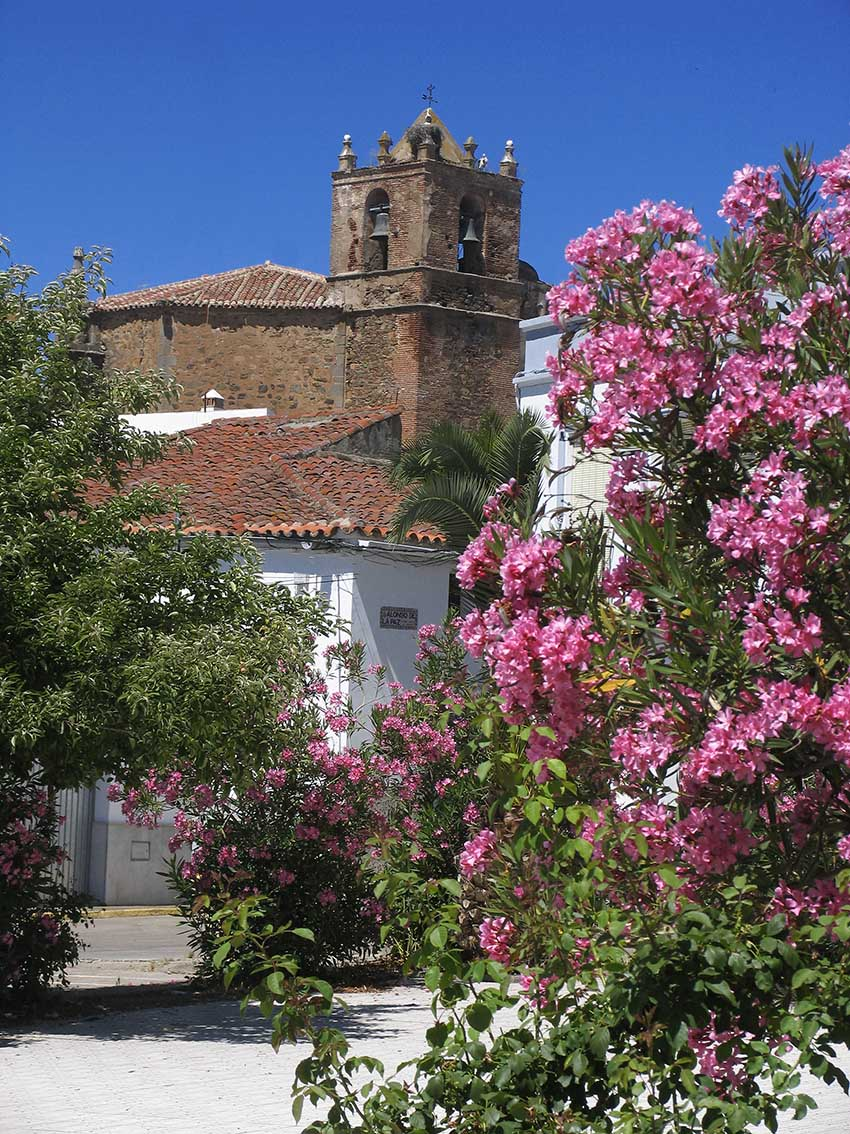
Церква Санта-Ана, Фрехеналь
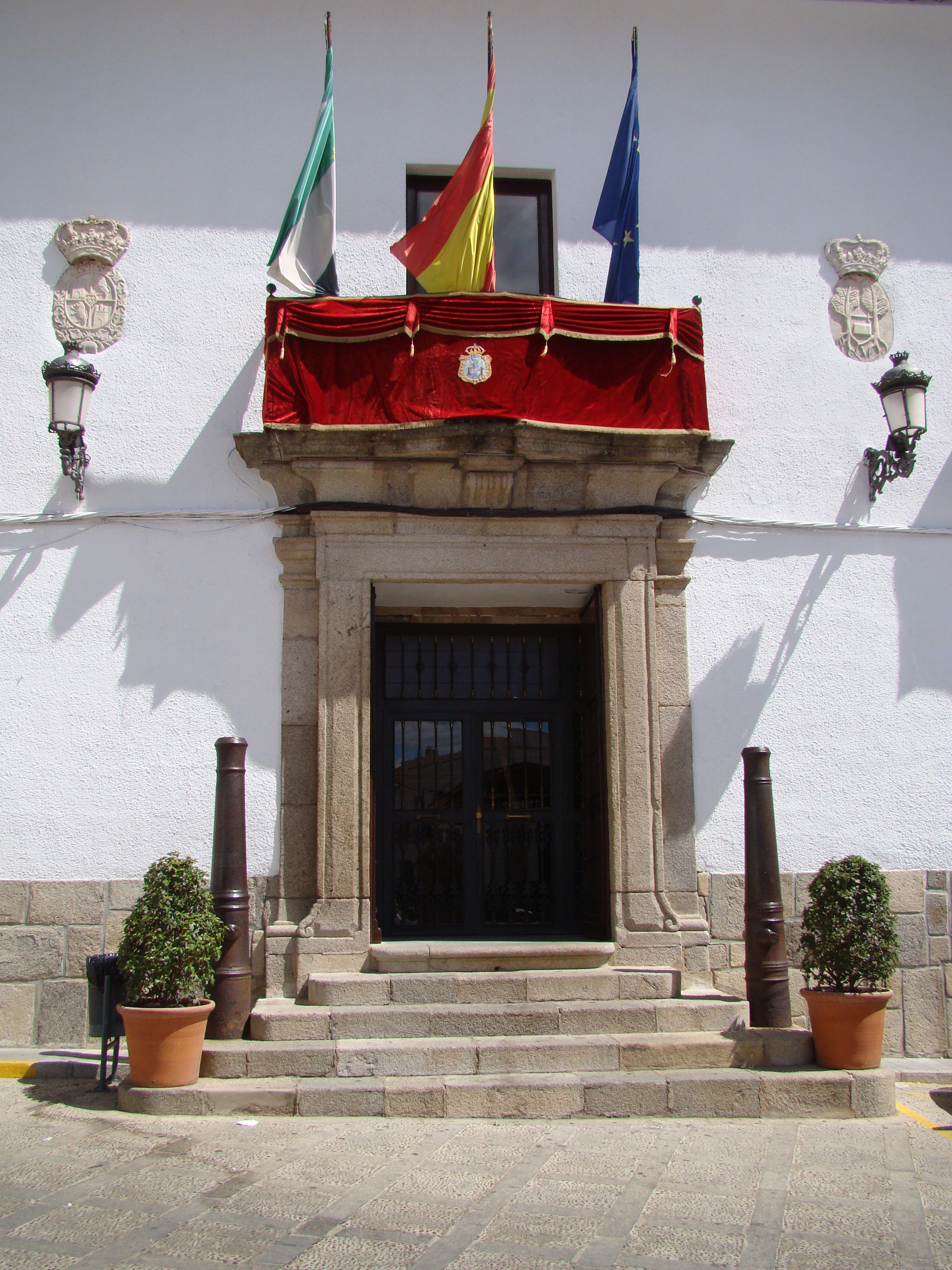
Муніципальна рада